# Arran (Azerbaigian)
Arran è il termine utilizzato nella Repubblica dell'Azerbaigian per designare il territorio delle basse terre del Karabakh, situate tra i fiumi Kura e Aras e tra la pianura di Mil e parte della pianura di Mughan. Il termine è utilizzato in Iran e da alcuni intellettuali, in altri paesi, per designare l'attuale Repubblica di Azerbaigian.

## Storia

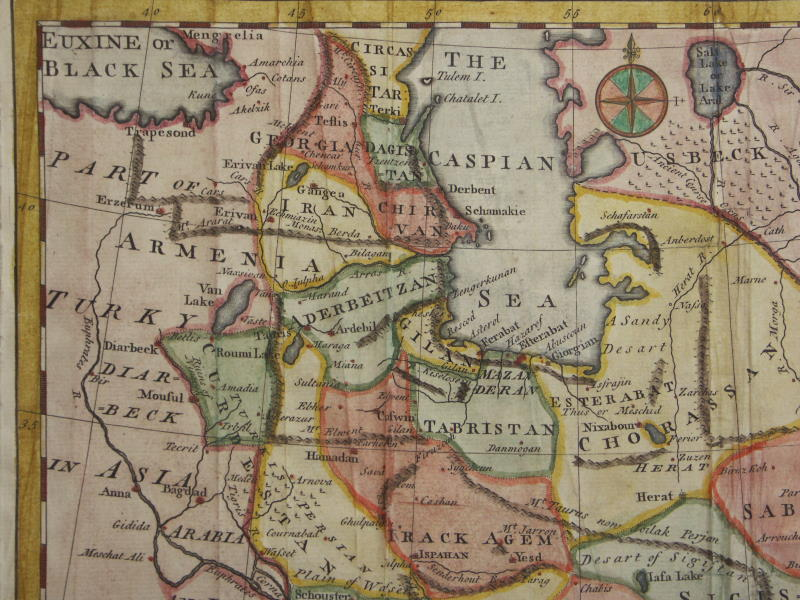

Storicamente, il termine Arran (o Aran) era un termine geografico, utilizzato dal Medioevo, per designare certe parti di quella che è oggi la Repubblica d'Azerbaigian e parti dell'Armenia. Questa regione venne denominata, dai geografi arabi, Bayn al-Nahrayn «inserita tra due fiumi».
Il significato attribuito ad Arran ha subito grandi cambiamenti nel corso dei secoli. Ora è usato sia per indicare la Repubblica di Azerbaigian che l'area storica del Karabakh sulla riva sinistra della Kura. In seguito, il termine "Azerbaigian" ha sostituito il termine "Arran" dopo la prima utilizzazione celebrante la creazione della Repubblica Democratica dell'Azerbaigian nel 1918. Poi, la Repubblica Socialista Sovietica dell'Azerbaigian ha portato questo nome.